# Stinte
Die Stinte (Osmeridae, griechisch osme ‚schlechter Geruch‘) sind eine Familie der Knochenfische (Osteichthyes). Wie viele ihrer Verwandten (z. B. auch die Lachsfische) besitzen sie eine auffällige Fettflosse. Die bekannteste Art, der Europäische Stint (Osmerus eperlanus), lebt von der Biskaya bis in die Ostsee und wird bis 30 Zentimeter lang, er ist ein wichtiger Speisefisch. Viele Arten der Stinte verbreiten nach dem Fang einen charakteristischen Geruch nach Gurken.

## Merkmale
Stinte werden 6 bis 70 cm lang, die meisten Arten bleiben unter 20 cm. Ihr Körper ist langgestreckt, die Farbe in den meisten Fällen silbrig. Ihr Gaumenbein ist hantelförmig, im oberen Rand des Kiemendeckels befindet sich eine Einbuchtung. Eine Seitenlinie ist vorhanden, normalerweise aber unvollständig.
Flossenformel: Dorsale 7–14, Anale 11–17 (bis zu 23 bei Mallotus), Ventrale 8 (ein weiterer kurzer bei Mallotus).
Die gegabelte Schwanzflosse wird von 19 Hauptflossenstrahlen gestützt, von denen 17 verzweigt sind. Die Anzahl der Branchiostegalstrahlen liegt bei 6 bis 10, die der Pylorusschläuche bei 0 bis 11, die der Wirbel bei 51 bis 78.

## Lebensweise
Die meisten Stinte leben als Küstenfische der Meere auf der Nordhalbkugel, wobei viele Arten auch Süßwasserpopulationen ausbilden. Zum Laichen unternehmen die Stinte in großen Schwärmen lange Wanderungen entlang der Küsten oder stromaufwärts in die Flüsse. Nach dem Laichen kommt es vielfach zu einem massenhaften Sterben der Tiere.

## Systematik
Die Salangidae und die Plecoglossidae, die Nelson als Unterfamilien zu den Stinten stellt, sind zusammen die Schwestergruppe der Stinte.
Die Stinte werden bisher, wie im Folgenden dargestellt, in zwei Unterfamilien mit sechs Gattungen und 14 Arten unterteilt. Aktuelle phylogenetische Untersuchungen scheinen jedoch die gesonderte Stellung der Gattung Hypomesus nicht zu bestätigen.
- Unterfamilie Hypomesinae
  - Gattung Hypomesus
    - Hypomesus japonicus
    - Hypomesus nipponensis
    - Hypomesus olidus (Pallas, 1811)
    - Hypomesus pretiosus
    - Hypomesus transpacificus
- Unterfamilie Osmerinae
  - Tribus Osmerini
    - Gattung Allosmerus
      - Allosmerus elongatus

    - Gattung Mallotus
      - Lodde (Mallotus villosus)

    - Gattung Osmerus
      - Europäischer Stint (Osmerus eperlanus) L. 1758
      - Arktischer Stint (Osmerus mordax)
      - Osmerus spectrum

    - Gattung Spirinchus
      - Spirinchus lanceolatus
      - Spirinchus starksi
      - Spirinchus thaleichthys

    - Gattung Thaleichthys
      - Kerzenfisch (Thaleichthys pacificus)